# Laia Berenguer Puget
Laia Berenguer Puget (San Feliu de Codinas, 18 de enero de 1920-21 de junio de 2011) fue una militante política exiliada en Francia y posteriormente encarcelada en España, que de 1988 a 1990 fue alcaldesa de San Felíu de Codinas.

## Biografía
Hija de una familia campesina, a los 13 años entró a trabajar en una fábrica de tejidos. En 1936 comenzó a militar en las JSUC (Juventudes Socialistas Unificadas de Cataluña), las juventudes del PSUC (Partido Socialista Unificado de Cataluña).
Tras la Guerra Civil Española se exilió en Francia, cruzando la frontera con los últimos soldados de la Brigada Líster. Su caravana sufrió numerosos bombardeos durante la huida, sobre todo en Figueras. Una vez en territorio francés fue internada en un campo de refugiados del Macizo central, cerca de París. El 3 de octubre de 1939 las autoridades francesas la retornaron a la fuerza a España, en aplicación del Decreto Daladier sobre la seguridad del estado.
Cuando volvió a Cataluña, estuvo vigilada de cerca por la policía franquista. Fue arrestada e ingresó en la Prisión de Les Corts el 14 de octubre de 1939, donde permaneció 3 años y medio. A partir de 1943, en régimen de libertad condicional, retornó a su pueblo para rehacer su vida, sufriendo el rechazo de sus vecinos a causa de su condición de ex-presa política. Finalmente, en 1965 quedó absuelta de todos los cargos políticos.
En 1971, cuando se creó la Asamblea de Cataluña, formó parte de ella. En 1973 la encerraron en prisión con las 113 personas que estaban en la Asamblea de Cataluña. Esta vez ingresó en la cárcel de la Trinitat. Finalmente salió de la prisión en 1977 y continuó su carrera política gobernando su pueblo como alcaldesa de Iniciativa por Cataluña (IC) desde 1988 a 1990. En el 2001 se incorporó a la Asociación mujeres del 36.